# Gnophodes betsimena
Gnophodes betsimena är en fjärilsart som beskrevs av Jean Baptiste Boisduval 1833. Gnophodes betsimena ingår i släktet Gnophodes och familjen praktfjärilar. Inga underarter finns listade i Catalogue of Life.